# Pamiso
El Pamiso (en griego: Πάμισος, Pámisos; en latín: Pamisus) es el río mayor de la unidad periférica de Mesenia (en el sur de la periferia de Peloponeso en Grecia. Su longitud es de 48 km, y su cuenca tiene 568 km². Su nacimiento está en las pendientes occidentales del monte Taigeto, cerca el pueblo de Agios Floros. Discurre a través de las unidades municipales de Arfara, Ithomi, Androusa, Aris, Messini, Thouria y Kalamata. Desemboca en el golfo de Mesenia, al este de Messini y al oeste de Kalamata.